# 卡曾戈
9°18′S 14°57′E / 9.300°S 14.950°E

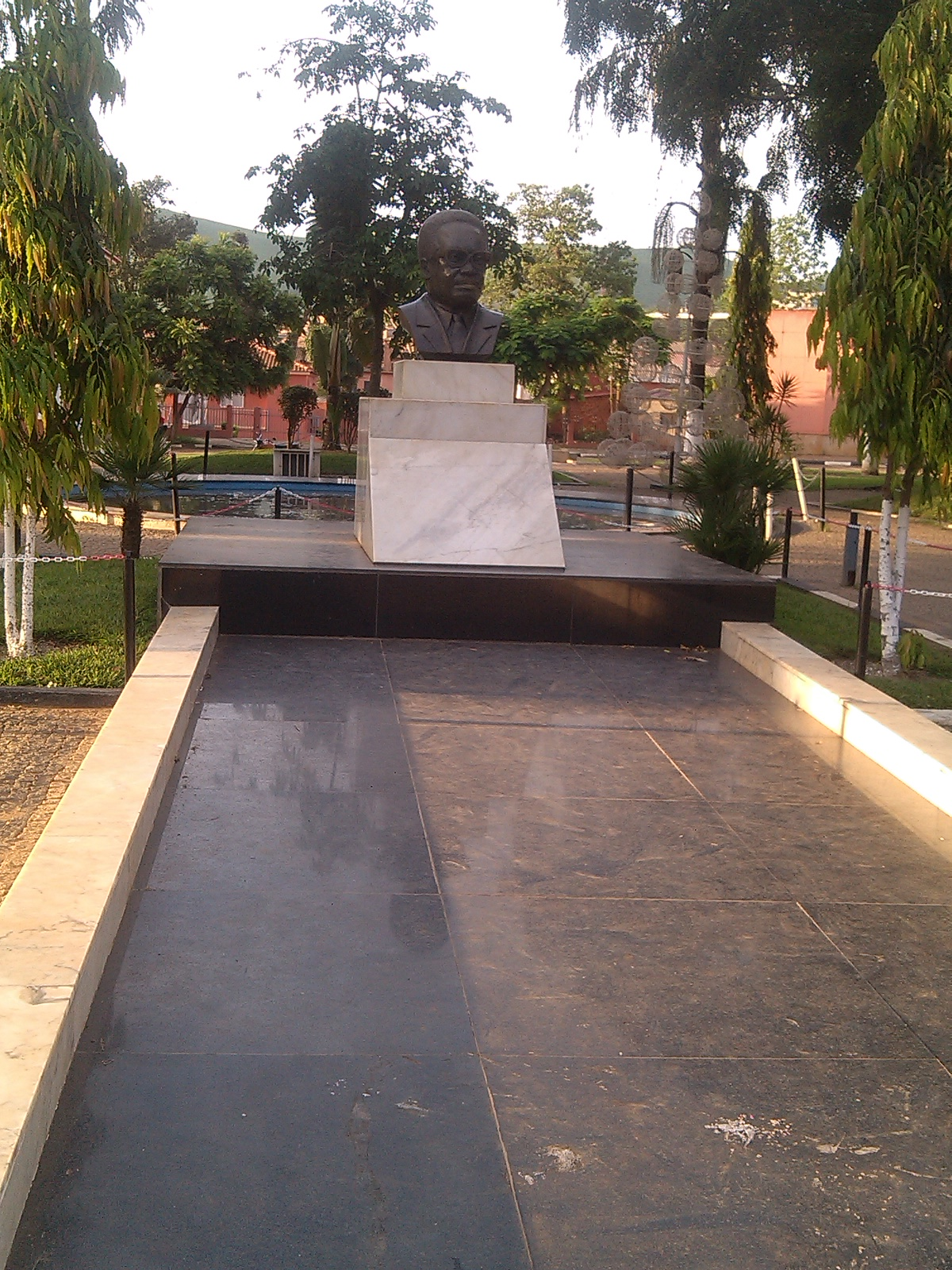
卡曾戈的阿戈什蒂纽·内图紀念雕像

卡曾戈（葡萄牙語：Cazengo），是安哥拉的城鎮，位於該國西北部，由北廣薩省負責管轄，北鄰上戈隆戈，面積1,793平方公里，2006年人口109,256，人口密度每平方公里61人。